# Лицето (филм, 1958)
„Лицето“ (на шведски: Ansiktet) е шведски драматичен филм от 1958 година на режисьора Ингмар Бергман с участието на Ингрид Тюлин, Макс фон Сюдов, Гунар Бьорнстранд и Ерланд Юсефсон.

## Сюжет
Средата на четиридесетте години на XIX век. Една карета пътува към Стокхолм. В нея са известният фокусник и хипнотизатор доктор Алберт Емануел Фолгер (Макс фон Сюдов), преоблечената като мъж Манда Фоглер (Ингрид Тюлин), която се представя като господин Аман и старата вещица баба Фоглер (Наима Вифстранд). При влизането си в града, цялата група неочаквано е арестувана и обвинена в шарлатанство. Но още на следващия ден на Фоглер му е заповядано да подготви и изнесе представление в дома на консула Егерман (Ерланд Юсефсон).
Преживял унизителния разпит от страна на официалните лица, по време на представлението Фоглер ги принуждава да почувстват своето нищожество...

## В ролите
| Изпълнител        | Роля                                           |
| ----------------- | ---------------------------------------------- |
| Макс фон Сюдов    | Доктор Алберт Емануел Фолгер                   |
| Ингрид Тюлин      | Манда Фоглер и господин Аман                   |
| Гунар Бьорнстранд | Доктор Вергерус, министъра на здравеопазването |
| Наима Вифстранд   | Баба Фоглер                                    |
| Бенгт Екерот      | Йохан Спегел                                   |
| Биби Андершон     | Сара                                           |
| Гертруд Фрид      | Отилия Егерман                                 |
| Ларс Екборг       | Симсон, водача на каретата                     |
| Ерланд Юсефсон    | Консула Егерман                                |
| Оке Фридел        | Тюбал                                          |
| Тойво Павло       | Полицейския комисар Старбек                    |
| Сиф Рууд          | София Гарп                                     |
| Оскар Люнд        | Антонсон, едрия коняр                          |
| Ула Шьоблом       | Хенриета Старбек                               |
| Аксел Дюберг      | Рустан, младия прислужник                      |

## Награди и номинации
- Награда Ню Синема за най-добър филм от Международния кинофестивал във Венеция, Италия през 1959 година.
- Награда Пасинети за участие е конкурсната програма от Международния кинофестивал във Венеция, Италия през 1959 година.
- Специална награда на журито от Международния кинофестивал във Венеция, Италия през 1959 година.
- Номинация за БАФТА за най-добър филм от 1960 година.
- Номинация за „Златен лъв“ от Международния кинофестивал във Венеция, Италия през 1959 година.[2]